# Mora träsk, Saltvik
Mora träsk är en sjö i byn Långbergsöda i Saltviks kommun på Åland. Sjön avvattnas till Nötviken genom ett mindre vattendrag i dess nordöstra del.
Mora träsk ligger 3,9 meter över havet. Arean är 40 hektar och strandlinjen är 4,57 kilometer lång. Sjön  ingår i Skärgårdshavets kustområde, Åland. 